# دنجل
دنجل (بالإنجليزية: Pete)‏ ، وهو شخصية كرتونية من شخصيات ديزني ، ويعد أحد عنصر الشر وهو بدين وضخم الجثة، وغالباً أنه يحاول السرقة أو إلحاق ميكي للأذى، وكما يمنع دنجل بمساعدة أصدقاء ميكي.

## دنجل في التجارة
يظهر دنجل في الفترة الأخيرة في مسلسلات أفلام الكرتون وألعاب الفيديو مثل كينغدوم هارتس ، وغير ذلك.

## وصلات خارجية
- List of Disney shorts in which Pete makes an appearance
- Pete في قاعدة بيانات الأفلام على الإنترنت
- Black Pete's entry in the Toonopedia